# Cyprinodon suavium
El cachorrito besucón (Cyprinodon suavium), es una de las seis especies de peces dulceacuícolas endémicas del género Cyprinodon residentes del complejo lagunar de Chinchancanab en el estado de Quintana Roo. Estos peces constituyen un grupo evolutivamente relevante, al ser uno de los pocos ejemplos de radiación adaptativa en el mundo.

## Clasificación y descripción
Era un pez de la familia Cyprinodontidae del orden Cypriniformes. Su cuerpo está fuertemente comprimido y tiene forma semirromboide; se distingue por presentar los labios engrosados y la abertura de la boca en forma terminal. El cuerpo es color beige con una serie de barras verticales color marrón, las hembras y juveniles presentan un ocelo en la aleta dorsal. La talla máxima de este pez es de 45.5 mm de longitud patrón. Es un carnívoro, su dieta se basa en caracoles, crustáceos y bivalvos.

## Distribución
Este pez es endémico complejo lagunar Chinchancanab, en Quintana Roo.

## Ambiente
Habita en un sistema lacustre dulceacuícola, de agua clara a parduzca y con vegetación sumergida consistente en tres especies de Chara y vegetación ribereña compuesta por juncos, pastos y algunos mangles aislados (Conocarpus erectus).

## Estado de conservación
Se desconoce el estado de sus poblaciones, aunque hay algunas amenazas importantes que podrían afectar a esta especie tales como la presencia de especies invasoras (Oreochromis mossambicus y Astyanax fasciatus), infestación por parásitos y el uso del lugar como sitio recreativo. Su estado de riesgo en la Norma Oficial Mexicana 059 (NOM-059-SEMARNAT-2010) es como especie “En Peligro de Extinción”; no ha sido evaluada por la Unión Internacional para la Conservación de la Naturaleza (UICN), por lo que no se encuentra enlistada en la Lista Roja.